# Eleccions generals de l'Uruguai de 1966
Les eleccions generals de l'Uruguai de 1966 es van celebrar el 27 de novembre del 1966, en una primera i única volta, amb la intenció d'escollir un nou president de la República Oriental de l'Uruguai, càrrec que, fins a la data, ocupava el cos col·legiat del Consell Nacional de Govern. També, segons aquest sistema, es van presentar els candidats a intendents municipals pels seus respectius departaments.
El candidat presidencial del Partit Colorado, el militar Óscar Diego Gestido, va sortir elegit president, succeint al llavors cap del Consell Nacional de Govern, el nacionalista Alberto Héber Usher. No obstant això, Gestido va morir a l'any següent, pel que el vicepresident electe, el dretà Jorge Pacheco Areco (UCB), va assumir el càrrec.
Simultàniament es van celebrar les eleccions dels 19 intendents municipals i les corresponents Juntes Departamentals. En van resultar electes 9 del Partit Nacional i 10 del Partit Colorado.

## Resultats
|    | Candidat                                  | Partit                                    | Vots      | %                | Resultat         | Diputats | Senadors |  |
| 1  | Gestido - Pacheco                         | Partit Colorado (centre)                  | 262.040   | 21,27            | President        | 50       | 16       |  |
| -- | ----------------------------------------- | ----------------------------------------- | --------- | ---------------- | ---------------- | -------- | -------- |  |
| 2  | Batlle - Lacarte                          | Partit Colorado (centre)                  | 215.642   | 17,51            |                  | -        | -        |  |
| 3  | Vasconcellos - Rodríguez                  | Partit Colorado (centre)                  | 77.476    | 6,29             |                  | -        | -        |  |
| 4  | Michelini - Lanza                         | Partit Colorado (centre)                  | 48.022    | 3,90             |                  | -        | -        |  |
| 5  | Arechaga - Berchesi                       | Partit Colorado (centre)                  | 4.064     | 0,33             |                  | -        | -        |  |
| 6  | Al lema                                   | Partit Colorado (centre)                  | 389       | 0,03             |                  | -        | -        |  |
| 7  | Echegoyen - Ortiz                         | Partit Nacional (dreta)                   | 228.309   | 18,53            |                  | 41       | 13       |  |
| 8  | Gallinal - Zeballos                       | Partit Nacional (dreta)                   | 171.618   | 13,93            |                  | -        | -        |  |
| 9  | Héber - Storace                           | Partit Nacional (dreta)                   | 96.772    | 7,86             |                  | -        | -        |  |
| 10 | Al lema                                   | Partit Nacional (dreta)                   | 211       | 00,02            |                  | -        | -        |  |
| 11 | Aguirre González - Pastorino              | Front Esquerra d'Alliberament (esquerra)  | 69.750    | 5,66             |                  | 5        | 1        |  |
| 12 | Gelsi Bidart - Saralegui                  | Partit Demòcrata Cristià (centreesquerra) | 37.219    | 3,02             |                  | 3        | -        |  |
| 13 | Cardoso - Bernhard                        | Partit Socialista (esquerra)              | 7.892     | 0,64             |                  | -        | -        |  |
| 14 | Frugoni - Gavazzo                         | Partit Socialista (esquerra)              | 3.646     | 0,30             |                  | -        | -        |  |
| 15 | Chiarino - Flores                         | P.M. Cívic Cristià                        | 4.230     | 0,34             |                  | -        | -        |  |
| 16 | Erro - Mariño                             | P. Unió Popular                           | 2.655     | 0,22             |                  | -        | -        |  |
| 17 | Moizzo - Passadore                        | P. Agrari i del Treball                   | 1.616     | 0,13             |                  | -        | -        |  |
| 18 | Grassi - Magallanes                       | Partit Liberal (PL)                       | 74        | 0,01             |                  | -        | -        |  |
| 19 | Sanjurjo - Vázquez                        | Partit Federal (PF)                       | 72        | 0,01             |                  | -        | -        |  |
| 20 | Fioroni - Oviedo                          | P. pel Dept. de Solís                     | 44        | 0,00             |                  | -        | -        |  |
|    | Total vots vàlids                         |                                           | 1.231.762 | 100              |                  |          |          |  |
|    | vots anul·lats                            |                                           | -         | -                |                  |          |          |  |
|    | vots en blanc                             |                                           | -         | -                |                  |          |          |  |
|    | total vots                                |                                           | 1.231.762 | 100              |                  |          |          |  |
|    | total dels votants inscrits a les llistes |                                           | 1.658.368 | 25,73% abstenció | 25,73% abstenció | 99       | 31       |  |